# Фаска

Фаска на заклёпке.

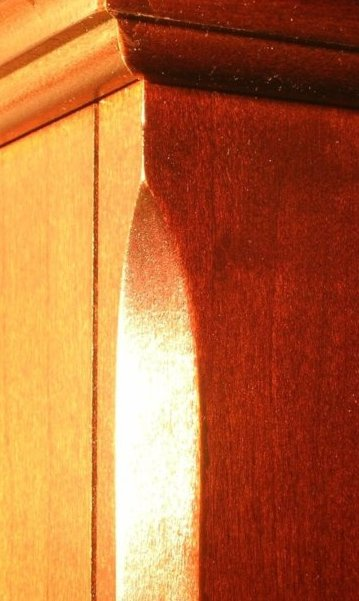
Фаска мебельная.

Виды фасок под сварку

Фа́ска (лат. fascia) — поверхность, образованная скосом торцевой кромки материала. Используется в технологических, технических, а также в декоративных и эргономических целях.

## Применения
Основное предназначение фаски — подготовка металлопроката к дальнейшим сварочным работам.
Фаски часто используются в различных конструктивных элементах для упрощения последующего монтажа и уменьшения опасности ранения острыми кромками деталей. Так, например в машиностроении, фаска крепёжного отверстия часто представляет собой коническую поверхность, срезающую кромку, образованную торцовой поверхностью и собственно цилиндрической поверхностью отверстия. Угол скоса фаски выбирается исходя из конструктивных целей, но зачастую устанавливается равным 45°. При посадке с натягом рекомендуемый угол скоса на валу и втулке равен 10°.
Разделка кромок или фаска в сварочном деле служит для получения сварных швов с заданными механическими и геометрическими характеристиками, а также для обеспечения возможности обеспечения полного провара, то есть сварить эти листы с образованием качественного равнопрочного соединения.
Угол и форма поверхности разделки кромок (фаски) выбирается инженером-проектировщиком из ряда технологических и конструктивных параметров на основании специализированных стандартов где определены оптимальные формы разделки кромок (ГОСТ 5264, ГОСТ 8713, ГОСТ 11533, ГОСТ 11534, ГОСТ 14771, ГОСТ 23518 и д.р.).
Для деталей, изготовленных из металла и пластмасс. Существует стандарт на размеры радиусов и фасок ГОСТ 10948—64 .
Размер катета фаски выбирают согласно ГОСТ 10948—64 из следующего ряда чисел: 0,10; (0,12); 0,16; (0,20); 0,25; (0,30); 0,40; (0,50), 0.60; (0,80); 1,0; (1,2); 1,6; (2,0); 2,5; (3,0); 4,0; (5,0); 6,0; (8,0); 10; (12); 16; (20) и до 250 мм. Размеры без скобок являются предпочтительными.

## Для чего нужно выполнять снятие фаски?
Обработка стенок труб нужна для:
- Хорошего провара и прочного соединения сварочных швов
- Сокращения времени выполнения сварочных работ
- Профилактики травматизма сотрудников об острые углы изделия
- Упрощения предстоящего монтажа возводимой металлической конструкции
- Того, чтобы не проводить ручную шлифовку краев кромки листа или трубы

## Виды
Срезать кромку с металлического проката возможно 3-мя способами:
- Y-образным;
- Х-образным;
- J-образным («рюмочная» фаска);

## Способы изготовления
- Зенкование, Фрезеровка
- Стамеска, Токарный станок
- Абразивная обработка